# Малинівська вулиця (Київ)
Вулиця Малинівська — вулиця в Дніпровському районі міста Києва, СТ «Приозерне». 
Пролягає від Садової 200 вул. до Садової 209 вул. Прилучаються: Садова 201 вул., Садова 202 вул., Садова 203 вул., Садова 204 вул., Садова 205 вул., Садова 206 вул., Садова 208 вул.